# Mormugao
Mormugao (chiamata durante la dominazione portoghese Vasco da Gama), è una città dell'India di 97.085 abitanti, situata nel distretto di Goa Sud, nel territorio federato di Goa. In base al numero di abitanti la città rientra nella classe II (da 50.000 a 99.999 persone).

## Geografia fisica
La città è situata a 15° 24' 0 N e 73° 47' 60 E e ha un'altitudine di 1 m s.l.m..

## Società

### Evoluzione demografica
Al censimento del 2001 la popolazione di Mormugao assommava a 97.085 persone, delle quali 51.532 maschi e 45.553 femmine. I bambini di età inferiore o uguale ai sei anni assommavano a 10.989, dei quali 5.792 maschi e 5.197 femmine. Infine, coloro che erano in grado di saper almeno leggere e scrivere erano 73.235, dei quali 41.351 maschi e 31.884 femmine.